# Michael Thouber
Michael Thouber (født 24. maj 1971 i Odense) er en dansk cand.mag., der siden 2015 har været direktør for Kunsthal Charlottenborg. 1. november 2024 forlader han stillingen og bliver direktør for Ny Carlsbergfondet.
Han blev uddannet cand.mag. fra Københavns Universitet i 1998.
Fra 2001 til 2005 var han kulturredaktør i DR og fra 2012-2015 kanalchef for DR2. Han medvirkede en overgang i DR2-programmet Smagsdommerne.
Michael Thouber er desuden dobbelt guldvinder ved Creative Circle Award og nomineret til den britiske D&AD Award. Han er grundlægger af Udstillingsstedet 1%, et galleri for international samtidskunst, der udgav Kunstmagasinet 1%.